# Allika laht
Allika laht är en vik i nordvästra Estland. Den ligger i Lääne-Harju kommun (tidigare Padis kommun) i landskapet Harjumaa, 60 km väster om huvudstaden Tallinn. Den avgränsas i väster av Korsnäsudden (estniska: Risti nina). Vid dess strand ligger byn Aklop som på estniska benämns Alliklepa. Andra ledet, laht, betyder bukt.
Årsmedeltemperaturen i trakten är 4 °C. Den varmaste månaden är augusti, då medeltemperaturen är 16 °C, och den kallaste är januari, med −8 °C.